# 星のかけらを探しに行こう
「星のかけらを探しに行こう」（ほしのかけらをさがしにいこう）は、杏子の楽曲。自身の通算4枚目のシングルとして、1995年2月25日にwea JAPANからリリースされた。
1999年に杏子をはじめ、山崎まさよしとスガシカオの3人で結成された音楽ユニットの福耳が「星のかけらを探しに行こう Again」としてリメイクされた。

## 背景・構成
前作「強くなれ」から、約5か月ぶりとなるシングルであり、Ki/oon Sony Recordsからwea JAPANに移籍後初となる作品となった今作は、TBS系『世界・ふしぎ発見!』のエンディングテーマとして使用された「星のかけらを探しに行こう」を表題曲に、カップリング曲として、日本ユニセフ協会40周年記念『ユニセフライブ'95サンクスカップ』のイメージソングである「こんなにI need you more」が収録されている。

## リリース
1995年2月25日にwea JAPANから8cmCDとしてリリースされ、シングルの売り上げの一部を日本ユニセフ協会に寄付された。

## 収録曲
| 全作詞: 杏子、全作曲: 馬場一嘉、全編曲: 田村玄一。 |                                                    |       |            |      |
| #                                                  | タイトル                                           | 作詞  | 作曲・編曲 | 時間 |
| 1.                                                 | 「星のかけらを探しに行こう」                       | 杏子  | 馬場一嘉   | 5:22 |
| 2.                                                 | 「こんなにI need you more」                        | 杏子  | 馬場一嘉   | 5:40 |
| 3.                                                 | 「星のかけらを探しに行こう」(オリジナル・カラオケ) | 杏子  | 馬場一嘉   | 5:20 |
| 合計時間:                                          | 合計時間:                                          | 16:22 |            |      |

## 収録アルバム
| 収録作品                 | 発売日                   | 販売元                   | 規格品番                 | 備考                                                        |
| 星のかけらを探しに行こう | 星のかけらを探しに行こう | 星のかけらを探しに行こう | 星のかけらを探しに行こう | 星のかけらを探しに行こう                                    |
| ------------------------ | ------------------------ | ------------------------ | ------------------------ | ----------------------------------------------------------- |
| 『Dear Me』              | 1995年4月10日            | wea JAPAN                | CD:WPC2-7514             |                                                             |
| 『BLACKTHORN CIDER』     | 1999年3月3日             | Polydor                  | CD:POCH-1778             | 「星のかけらを探しに行こう (Acoustic Version)」として収録。 |

## メディアでの使用
| # | 曲名                         | タイアップ                                                                  | 出典  |
| - | ---------------------------- | --------------------------------------------------------------------------- | ----- |
| 1 | 「星のかけらを探しに行こう」 | TBS系TV『世界・ふしぎ発見!』エンディング・テーマ                            | [ 4 ] |
| 2 | 「こんなにI need you more」  | 日本ユニセフ協会40周年記念『ユニセフライブ'95サンクスカップ』イメージソング |       |